# Don Álvaro
Don Álvaro (extremaduriaul Don Álvaru) település Spanyolországban, Badajoz tartományban. Don Álvaro Mérida, Valverde de Mérida és La Zarza községekkel határos. Lakosainak száma 815 fő (2024).

## Népesség
A település népessége az utóbbi években az alábbiak szerint változott:
| Lakosok száma | 683  | 638  | 681  | 743  | 761  | 771  | 762  | 788  | 784  | 815  |
|               | 2001 | 2004 | 2006 | 2009 | 2011 | 2014 | 2016 | 2019 | 2021 | 2024 |